# Ungerns Grand Prix 2006
Ungerns Grand Prix 2006 var det trettonde av 18 lopp ingående i formel 1-VM 2006.

## Rapport
Detta race innehöll det mesta, bestraffningar under träningen som påverkade kvalificeringen, avancerade omkörningar, flera avåkningar, kamp hjul mot hjul, och en olycka som gjorde att säkerhetsbilen kom ut. Mycket berodde på att banan var våt vid starten, att det började regna och att det senare slutade regna varefter banan torkade upp. Detta gjorde att stallens däckval blev svåra och resultaten därför något hazardartade. 
Michael Schumacher i Ferrari  blev tidigt i loppet omkörd av de båda Renault-förarna Fernando Alonso och Giancarlo Fisichella. I samband med den senare omkörningen skadades Schumachers framvinge, varför han fick besöka depån och förlorade därmed ytterligare positioner. Fisichella körde sedan för hårt och snurrade av banan.
Kimi Räikkönen i McLaren kom ut snett efter en kurva och kolliderade med Vitantonio Liuzzi i Toro Rosso vilket medförde att säkerhetsbilen kom ut och samlade ihop fältet. Den som förlorade stort på detta var Fernado Alonso, som strax innan till och med hade varvat Michael Schumacher. 
Loppets suverän var Fernado Alonso, men han var tvungen att bryta efter att en hjulbult lossnat strax efter ett depåbesök. Michael Schumacher valde i slutet av loppet att stanna kvar ute på sina regndäck men det visade sig vara ett felaktigt beslut. 
Debutanten Robert Kubica, som ersatte Jacques Villeneuve i BMW, kom på sjunde plats, men diskvalificerades efter loppet på grund av att han kört med en för lätt bil.
Jenson Button i Honda gjorde allt rätt och vann loppet, vilket också var hans första F1-vinst.

## Resultat
1. Jenson Button, Honda, 10 poäng
2. Pedro de la Rosa, McLaren-Mercedes, 8
3. Nick Heidfeld, BMW, 6
4. Rubens Barrichello, Honda, 5
5. David Coulthard, Red Bull-Ferrari, 4
6. Ralf Schumacher, Toyota, 3
7. Felipe Massa, Ferrari, 2
8. Michael Schumacher, Ferrari (varv 67, styrstag), 1
9. Tiago Monteiro, MF1-Toyota
10. Christijan Albers, MF1-Toyota
11. Scott Speed, Toro Rosso-Cosworth
12. Jarno Trulli, Toyota (65, motor)
13. Takuma Sato, Super Aguri-Honda

### Förare som bröt loppet
- Fernando Alonso, Renault (varv 51, mekaniskt)
- Kimi Räikkönen, McLaren-Mercedes (25, olycka)
- Vitantonio Liuzzi, Toro Rosso-Cosworth (25, olycka)
- Nico Rosberg, Williams-Cosworth (19, elsystem)
- Giancarlo Fisichella, Renault (18, snurrade av)
- Christian Klien, Red Bull-Ferrari (6, snurrade av)
- Mark Webber, Williams-Cosworth (1, olycka)
- Sakon Yamamoto, Super Aguri-Honda (0, motor)

### Förare som diskvalificerades
- Robert Kubica, BMW (varv 69, bilen uppfyllde ej minimiviktskravet)